# Lubricogobius tre
Lubricogobius tre är en fiskart som beskrevs av Prokofiev 2009. Lubricogobius tre ingår i släktet Lubricogobius och familjen smörbultsfiskar. Inga underarter finns listade i Catalogue of Life.